# Langues à Aruba
Les langues officielles d'Aruba sont le néerlandais, qui est la langue  parlée par 6 % de la population, et également depuis 2003 le papiamento, qui est la langue nationale de l'île depuis le début du XVIIIe siècle et la langue la plus souvent parlée par 70 % de la population. C'est une langue créole, parlée à Aruba, Bonaire et Curaçao, qui incorpore des mots du portugais, des langues ouest-africaines, du néerlandais et de l'espagnol. L'espagnol et l'anglais sont également parlés sur l'île.
En 2016, 86 % de la population sait parler l'anglais à des degrés divers (surtout en seconde langue)[réf. nécessaire]. Et aussi, si environ 15 % de la population parle Espagnol en langue maternelle en 2018, environ 40 % de la population sait parler Espagnol en seconde langue (2018).  

## Statistiques
| Langue                | Population | %      |
| --------------------- | ---------- | ------ |
| Papiamento            | 69 354     | 69,41  |
| Espagnol              | 13 710     | 13,72  |
| Anglais               | 7 129      | 7,13   |
| Néerlandais           | 6 110      | 6,12   |
| Chinois               | 1 456      | 1,46   |
| Autre                 | 1 725      | 1,73   |
| Ne parle pas (encore) | 1 568      | -      |
| Non rapporté          | 432        | 0,43   |
| Total                 | 101 484    | 100,00 |

En 1911, plus de 97 % des habitants de l'île avaient le papiamento comme langue la plus souvent parlée.